# Vaterpolo klub Primorac
Il Vaterpolo klub Primorac è un club pallanuotistico montenegrino, con sede nella città di Cattaro.

## Storia
Fu fondato nel 1922 e raggiunse la prima divisione del campionato jugoslavo a partire dagli anni 1960. Nel 1977-1978 arrivò in finale nella Coppa delle Coppe perdendo contro il Ferencváros di Budapest, nel 1985-1986 ottenne il primo double nazionale campionato-coppa. Nel 2006-2007, dopo l'arrivo alla presidenza di Denis Mandic e una radicale modifica nella struttura del club, con nuovi investimenti portati dal presidente, la squadra torna a vincere il campionato del Montenegro cinquant'anni dopo il successo del 1955-1956, il titolo è stato vinto anche nelle due stagioni successive. Nel 2008-2009 si laurea campione d'Europa per la sua prima volta battendo in finale il Pro Recco, mentre nel 2009-2010 non riesce a trattenere la corona e mantenere il primato nuovamente contro l'équipe di Recco. Nel 2024 torna a vincere il titolo nazionale, a sedici anni di distanza dalla precedente affermazione.

## Palmarès

### Trofei nazionali
- Campionato jugoslavo: 1

1985-86
- Coppa di Jugoslavia: 1

1985-86
- Coppa di Serbia e Montenegro: 1

2003
- Campionato montenegrino: 3

2006-07, 2007-08, 2023-24
- Coppa del Montenegro: 3

2009-10, 2021-22, 2024-25

### Trofei internazionali
- Eurolega: 1

2008-2009
- Supercoppa LEN: 1

2009

## Rosa 2024-2025
| N° |                       | Ruolo | Giocatore          |
| -- | --------------------- | ----- | ------------------ |
|    | Montenegro (bandiera) | P     | Alen Isljamovic    |
|    | Montenegro (bandiera) | P     | Aleksandro Kralj   |
|    | Montenegro (bandiera) | P     | Dragoljub Cetkovic |
|    | Italia (bandiera)     | P     | Francesco Massaro  |
|    | Montenegro (bandiera) |       | Milos Milinic      |
|    | Montenegro (bandiera) |       | Ivan Milosevic     |
|    | Montenegro (bandiera) |       | Dorde Pejovic      |
|    | Montenegro (bandiera) |       | Drasko Sekaric     |
|    | Montenegro (bandiera) |       | Relja Vukanic      |
|    | Montenegro (bandiera) |       | Milos Vukasinovic  |
|    | Montenegro (bandiera) |       | Ugljesa Vukasovic  |
|    | Montenegro (bandiera) |       | Draško Brguljan    |
|    | Montenegro (bandiera) |       | Pavle Krivokapic   |

| N° |                       | Ruolo | Giocatore           |
| -- | --------------------- | ----- | ------------------- |
|    | Serbia (bandiera)     |       | Nikola Marković     |
|    | Montenegro (bandiera) |       | Marko Gopcevic      |
|    | Montenegro (bandiera) |       | Srdan Janovic       |
|    | Montenegro (bandiera) |       | Marko Mrsic         |
|    | Australia (bandiera)  |       | Angus Lambie        |
|    | Montenegro (bandiera) |       | Tim Perov           |
|    | Serbia (bandiera)     |       | Nemanja Vico        |
|    | Montenegro (bandiera) |       | Balsa Vuckovic      |
|    | Montenegro (bandiera) |       | Petar Cetkovic      |
|    | Montenegro (bandiera) |       | Djordije Stanojevic |
|    | Montenegro (bandiera) |       | Savo Cetković       |
|    | Montenegro (bandiera) |       | Luka Murisic        |
|    | Serbia (bandiera)     |       | Dusan Matkovic      |

## Pallanuotisti celebri
Ranko Perović, Mirko Vičević, Filip Klikovac, Nikola Janović, Dušan Parapid, Mlađan Janović, Petar Tomašević, Velimir Bjelica, Veljko Uskoković, Srđan Barba, Željko Vičević, Antonio Petrović, Nebojša Milić, Damjan Danilović, Nenad Vukanić, Drago Pejaković, Jovan Popović, Marko Kordić, Tomo Đurović, Goran Vukić, Boris Županović, Vjekoslav Pasković, Draško Brguljan, Zoran Gopčević, Damir Crepulja, Zdravko Radić, Darko Brguljan

## Allenatori celebri
Petar Porobić, Zoran Maslovar, Veselin Marković, Zoran Nikčević, Milorad Krivokapić, Radovan Milinić, Dragan Samardžić, Petar Kovačević, Mladen Klikovac, Slobodan Mačić, Ranko Perovic